# Semissubmersível

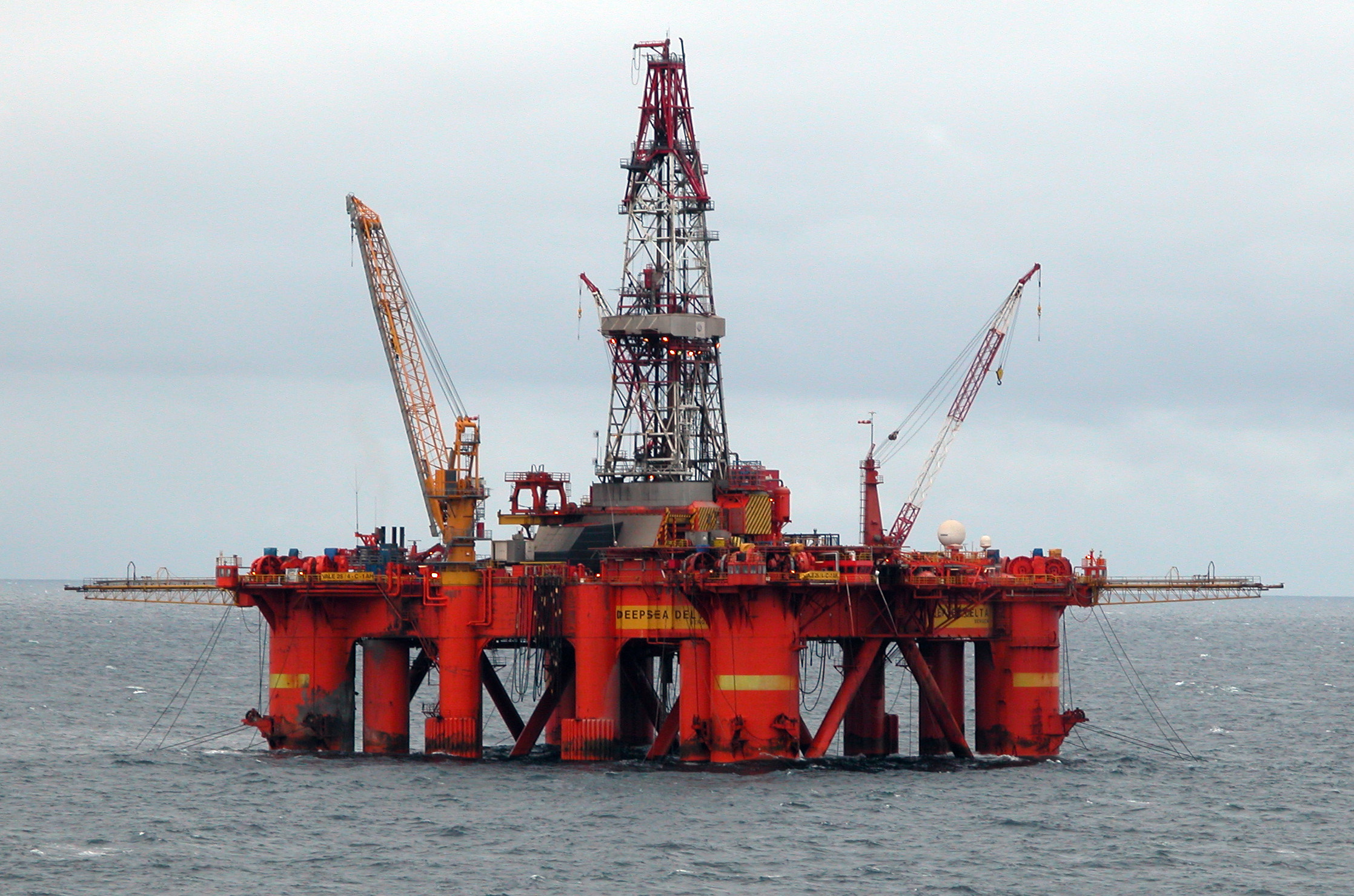
Semi-submersível nos mares do norte

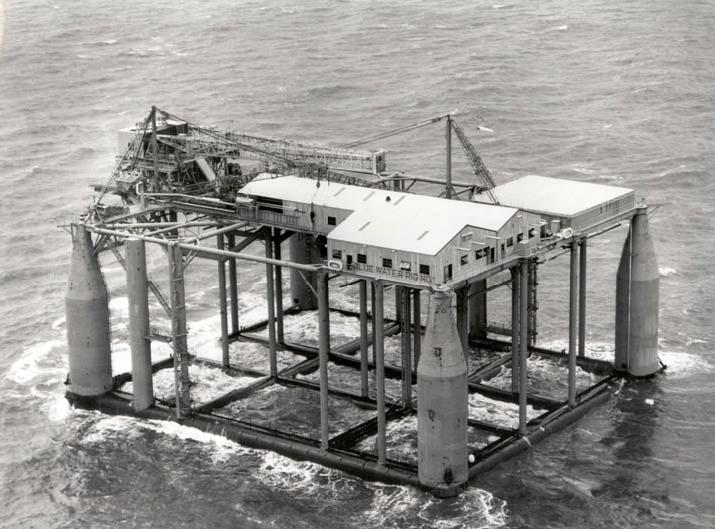
Blue Water Rig No. 1

Uma embarcação ou plataforma semissubmergível AO 1990 é um dispositivo especializado em grandes operações marítimas como extração de petróleo, postos de combate marítimo, entre outras. Possui excelente estabilidade e características de navegabilidade. 
O termo semissubmergível, semi-sub, semissub ou apenas semi é também usado para generalizar este tipo de embarcação, e não significa plataforma petrolífera propriamente dito.

## Histórico
Os semis, foram desenvolvidos inicialmente para auxiliar nas atividades das plataformas de petróleo. Bruce Collip do Royal Dutch Shell é considerado o inventor.